# Niemodlin
Niemodlin (udtale: [ɲɛˈmɔdlin]; schlesisk: Ńymodlin; tysk: Falkenberg in Oberschlesien)    er en by  i den centrale del af voivodskabet Opole i det sydlige Polen.  Byen  har 6.068(2021) indbyggere og et areal på 	13,11 km².  Den  er en del af powiatet (amt) Opole.

## Historie
Samfundet blev første gang nævnt som Nemodlin i et skøde fra 1224 og modtog byprivilegier i 1283. Det tyske stednavn Falkenberg blev først registreret i år 1290. Byen var oprindeligt en del af Hertugdømmet Opole, men efter Hertug Bolko 1.s død blev Niemodlin hovedstad i et selvstændigt hertugdømme  fra 1313 til 1382. Da Opole-linjen i Piast-dynastiet uddøde i 1532, havde forskellige adelige familier som Hohenzollern, Huset af Zierotin og Prazma (tysk, Praschma)  godset (også kendt som Falkenberg) indtil 1940'erne.
Byen Falkenberg var efter den Første Schlesiske Krig i 1742 blevet en del af Kongeriget Preussen og var hovedstad i Landkreis Falkenberg O.S. i provinsen Schlesien.
Med den preussisk ledede Tysklands samling 1871, blev byen en del af det tyske kejserrige. Efter Tysklands nederlag i Første Verdenskrig, blev det placeret under administration af Weimarrepublikken. Efter Anden Verdenskrig i 1945 blev det sat under polsk administration. Godsets endelige ejer, grev Frederick Leopold von Praschma, efterlod et renæssance-slot bygget omkring 1600, som blev kontorer for statens hjemsendelseskontor, og derefter fungerede som gymnasium og underofficersskole. 